# Рогожа (Хорватія)
45°32′ пн. ш. 16°52′ сх. д. / 45.54° пн. ш. 16.86° сх. д.
Рогожа (хорв. Rogoža) — населений пункт у Хорватії, в Б'єловарсько-Білогорській жупанії у складі міста Гарешниця.

## Населення
Населення за даними перепису 2011 року становило 248 осіб.
Динаміка чисельності населення поселення: